# 庫舒基新梅斯托

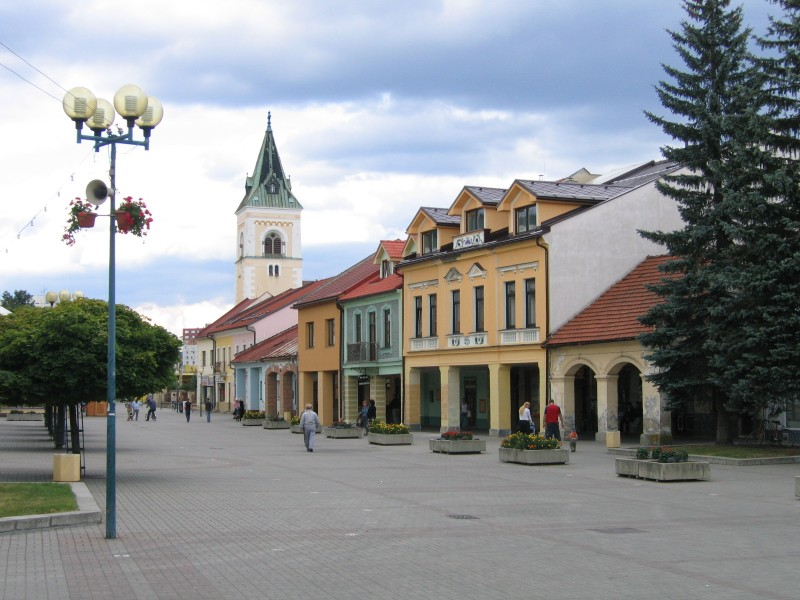

庫舒基新梅斯托是斯洛伐克的城鎮，位於該國北部，由日利納州負責管轄，面積26.41平方公里，海拔高度358米，2005年人口16,470，其中八成居民信奉羅馬天主教。

## 友好城市
- 法國里夫德比耶

## 外部連結
- Official website （页面存档备份，存于） （斯洛伐克文）